# Erste Wiener Hotel
Die Erste Wiener Hotel-Aktiengesellschaft wurde 1870 zur Eröffnung des Grand Hotel Wien von Anton Schneider gegründet. Im Mai 2025 meldete die Aktiengesellschaft Insolvenz an.

## Betriebe

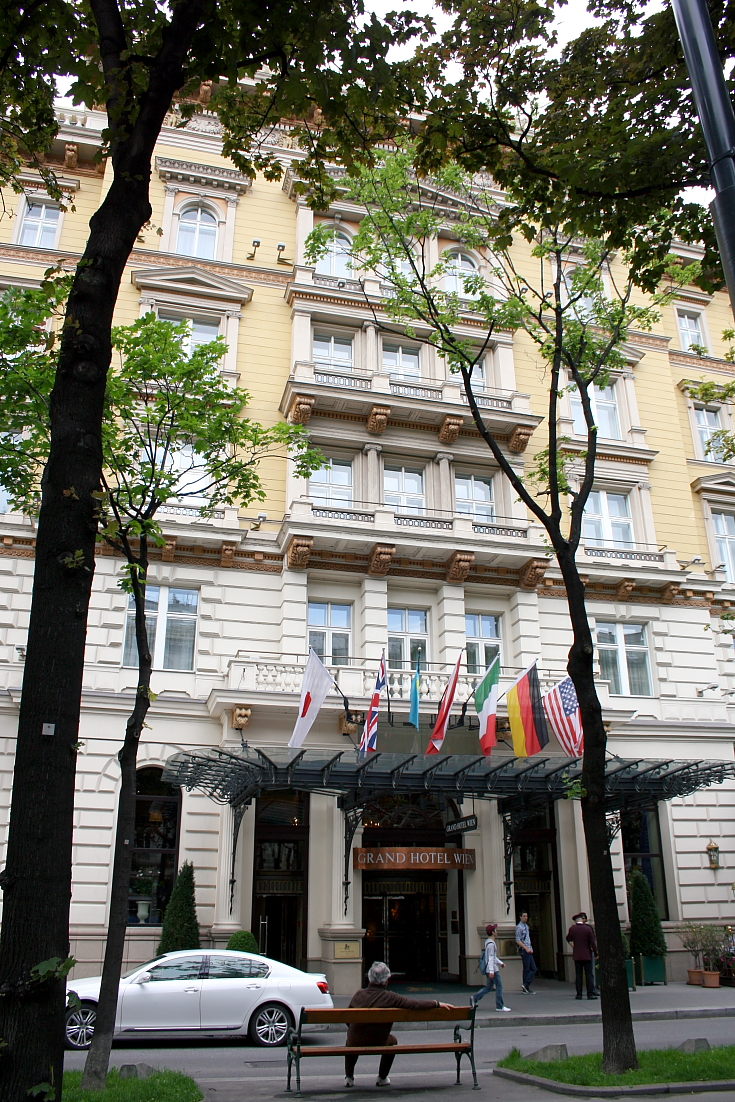
Grand Hotel Wien

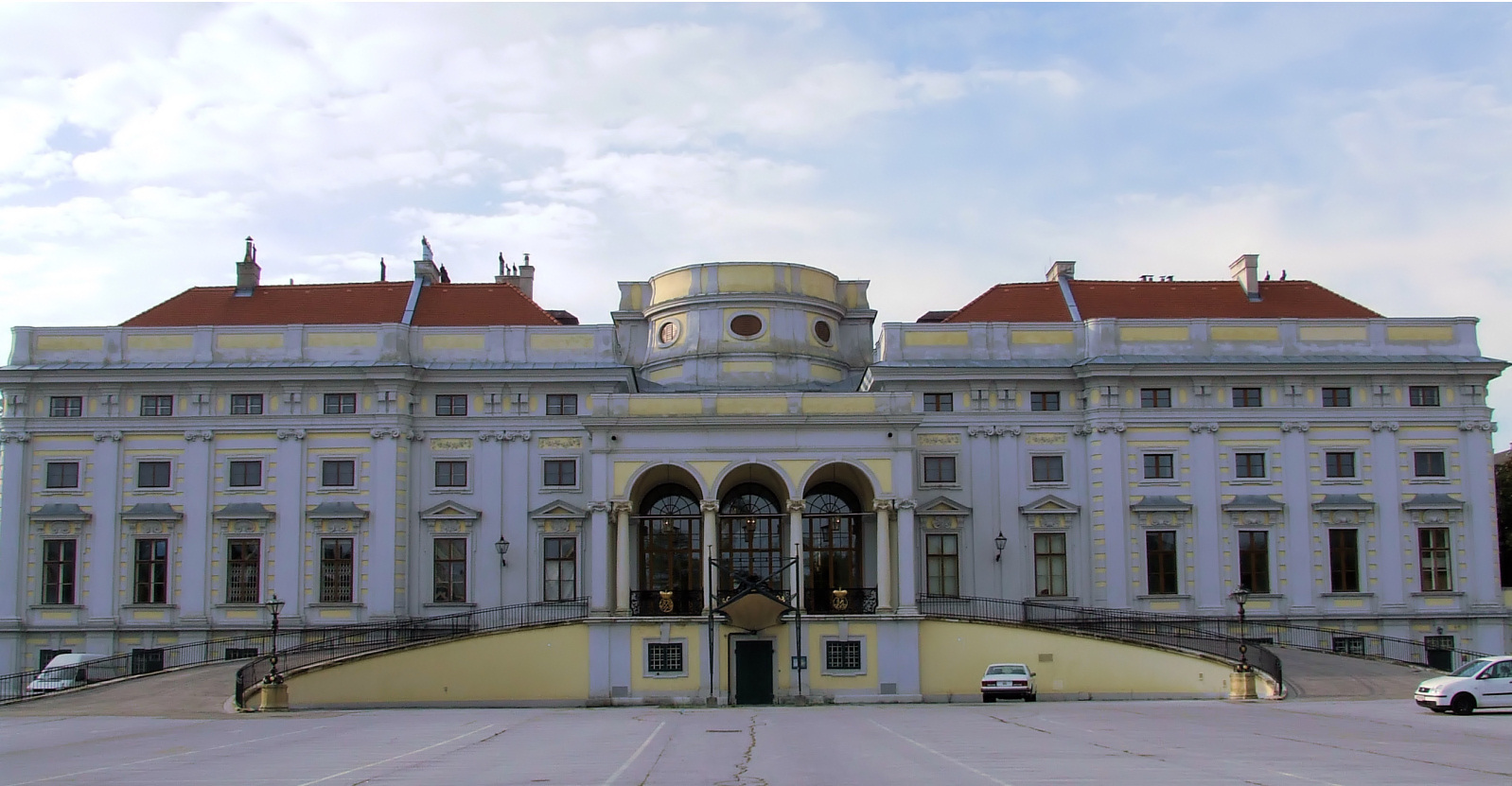
Palais Schwarzenberg

Neben dem Betrieb des Grand Hotel Wien ist das Unternehmen an der JJA Kärntner Ring 8 Hotelbetriebsgesellschaft mbH, die das gegenüber liegende Hotel The Ring betreibt, und an der JJW Hotel im Palais Schwarzenberg Betriebsgesellschaft mbH beteiligt, die das in Verzug geratene Hotel im Palais Schwarzenberg betreiben sollte.

## Geschichte
Die erste Generalversammlung fand am 1. Juni 1870 im großen Saal des Grand Hotels Wien statt. Noch im Sommer gab Anton Schneider seine Position als Hoteldirektor an Franz Sommer ab. 
Seit 1. August 2002 trat der saudisch-österreichische Unternehmer Mohamed Bin Issa Al Jaber als Besitzer der Aktiengesellschaft auf.
Mit 1. April 2011 legten Klaus Edenhauser, Johannes Hübner und Hans Peter Waltenberger ihre Verantwortung im Aufsichtsrat nieder. Der Aufsichtsrat bestand fortan nur noch aus Mohamed Bin Issa Al Jaber selbst, dessen zweiten Tochter Bashayer Al Jaber sowie seiner Mitarbeiterin Andrea King.
Das Wirtschaftsblatt berichtete im Mai 2011, dass der auf Restrukturierung spezialisierte Fonds Petrus Advisers mit dem Hauptgläubiger Eurohypo verhandle, die gesamten ausstehenden Darlehen an die Erste Wiener Hotel AG zu übernehmen. Durch die Konvertierung der Schulden in Eigenkapital würde Petrus Advisers ohne Zustimmung Al Jabers die Mehrheit an der Aktiengesellschaft übernehmen. Al Jaber ließ wissen, dass das Unternehmen nicht zum Verkauf stünde. Im Mai 2025 meldete die Gesellschaft Insolvenz an.